# Benwood
Benwood – miasto w Stanach Zjednoczonych, w stanie Wirginia Zachodnia, w hrabstwie Marshall.